# ウィザーズハーモニー
『ウィザーズハーモニー』 (Wizard's Harmony) は、アークシステムワークスから発売されたゲームとその続編のシリーズ。

## 概要
「ウィザーズハーモニー」シリーズは、剣と魔法のファンタジー世界を舞台とする、アドベンチャーゲーム+育成シミュレーションゲーム（通称：そだベンチャー）。
シリーズは、第1作（便宜上『1』と表記）、『2』、『R』とナンバーが続き、『1』のみ復刻版というリメイクが存在する。
- これらの内で、PlayStation版として発売されたタイトルは、復刻版を除いてPLAYSTATION Store（オンライン配信サービス）からPLAYSTATION 3およびPlayStation Portable向けに購入可能。

2019年2月28日にシリーズ最新作『ウィザーズ シンフォニー』が発売されることが決定し、ティザーPVが公開された。
各項目については後述参照。

## ウィザーズハーモニー
シリーズ第一弾。1995年12月29日にPlayStation版とセガサターン版が発売、続いてWindows版（発売名義はドリームキューブ）が発売される。キャラクターデザインは、悠久幻想曲シリーズのmoo（当時の名前は村瀬将人）が担当（前述の『シンフォニー』も担当）。
- 2008年4月30日にはPlayStation Storeで、ゲームアーカイブスとしてダウンロード販売も開始された。レイティングはCERO：A（全年齢対象）。
  - ハードディスクまたはメモリースティックデュオの必要空き容量150MB以上
  - PSP-2000（システムソフトウェアVer5.00）でのTV出力時に、OP最後の画面切り替えで一瞬音が飛ぶ現象が発生。

PS版とSS版ではメインタイトルの画像の違いや、サウンド回りの印象（PS版は音楽に広がりを感じられるが、音声は聞き取りにくい。SS版は地味な音楽に聞こえるが、音声は聞き取りやすい）が微妙に異なる。

### あらすじ他
冒険者養成学校「スキル・アンド・ウィズタム」 (SKIL&WIZDOM) で繰り広げられるゲーム。
主人公はウィザーズ・アカデミーの現アカデミーマスター（部長）のルーファス・クローウン。事の始まりはアカデミー（部活）の先輩、デイル・マースが魔法の力で学校を壊すなどの不祥事を起こし、以前いた部員は全員退部。デイルの悪行に業を煮やした生徒会は、アカデミー存続のためのノルマを主人公に課すことに。それは、早期（一週間以内）に5人以上の部員を集めて、年3回の魔法検定試験に一定以上の成績で合格すること。さもなくばウィザーズアカデミーは廃部させられることに。

### ゲームシステム
通常時は毎週ごとの育成パートと週末の自由行動パートに分割され、時折アドベンチャーパートが発生する。
育成パート
各キャラクターに一週間ずつスケジュールを割り振り、魔法技能や親密度を育成・上昇させる。ステータス画面で部員たちの学力が確認できる。不足している学力や各生徒の苦手項目は赤い数字で表示される。苦手項目は育成効率も悪く簡単には上がらない。
部員になりうる15人のキャラクターにはそれぞれ相性が設定されている。キャラクター毎に相関する相性が設定されており、仲のいいキャラクター同士で同じ教科を勉強させると育成効率がよくなり、仲の悪いキャラクター同士だと悪くなる。相性は11段階の顔マークに変化する。
主人公を加えて同じスケジュールを組むと仲の悪いキャラクター同士であっても育成効率の悪化を防ぎ、交友関係も改善を始める。
週末パート
6日間のスケジュールをこなし、7日目の日曜日の予定は決まっていない。自分の部屋で勉強したり街へと繰り出すこともできる。寮の主人公の部屋で勉強する時にルーファスの能力が低いと部員がついてこなくなる。ルーファス一人で街を歩き、メンバーと遭遇した場合は会話を行えるが、デイルの早朝訪問に邪魔されて週末パートそのものが潰されるケースも多い。
アドベンチャーパート
通常の育成パート中、日付によって突発的なADVイベントが起こる。所属しているメンバーによって発生イベントは変化し、成否でメンバーの新密度を左右する。
中にはエンディング分岐に繋がったイベントもあり、イベント成功しなければ見られないエンディングも存在する。
学期末の魔法検定において一定以上の成績を取れない場合はその場でゲームオーバーとなるため、キャラクターとの親密度と学習効率を両立させるようにスケジュールを組まなければならない。
本作では生徒の学年や毎月の名称に独自のものを採用し、世界観を深めている。
月の名称は以下の通り。
1月：清誓　2月：寒終　3月：優暖　4月：暁眠　5月：新緑　6月：雨琳
7月：静暑　8月：炎天　9月：残夏　10月：葉落　11月：霜森　12月：深白
生徒の学年は以下の通り表記されている。
- 一年生＝1st、二年生＝2nd、三年生＝3rd

### 登場キャラクター
ルーファス・クローウン (Rufus Craoun)
本ゲームの主人公。3rd。ウィザーズアカデミーのマスター。デイルの嫌がらせを受けながらも、アカデミー存続のため、部員の育成に励む。お人好しで明るい性格で、誰とでも仲良くなれる気さくな好青年。デイルや個性的なアカデミーメンバーなどの他人に振り回されがち。
アリシア・ヴィンセント (Arisia Vinsent)
声 - 高瀬麻里子
誕生日 12月17日 / 年齢 19歳 / 血液型 ? / 身長 169cm / 3サイズ B89・W58・H88
3rd。ウンディーネ族。明るく華やかな性格だがルーファスよりも年上であるためかお姉さんぶる一面があり、つい他人を子供扱いしてしまう（主人公ルーファスのことは「ルーくん」と呼ぶ）。おしゃれ好きで、服やアクセサリーを集めるのが趣味。
彩霞 真琴（さいか まこと）
声 - 阿久津智美
誕生日 10月8日 / 年齢 19歳 / 血液型 A型 / 身長 177cm / 3サイズ B86・W60・H87
3rd。ルーファスとは元クラスメートで腐れ縁。嘘や曲がったことが嫌いで「凛々しい」「かっこいい」といった表現が似合う少女。さっぱりした大和撫子。長身（177cm）で、彼女もアリシアと同じくルーファスよりも年上である。刺繍や料理といった女の子らしい趣味を持っているが、自分の容姿とのギャップを気にして周囲に知られまいとしている。
システィナ・マーレイ (Sistina Maray)
声 - 小沢真美
誕生日 8月4日 / 年齢 17歳 / 血液型 A型 / 身長 159cm / 3サイズ B85・W59・H88
2nd。教会の娘で、信仰心が厚い。生真面目な優等生タイプのキャラクター。その反面、ほとんどを教会で過ごしてきた影響から、世間知らずを通り越した天然ボケが激しく、冗談が通じない。基本的には穏やかな性格をしており、滅多なことでは怒らない。帽子集めが趣味。シンシアやラシェルと仲が良い。
ジャネット・エーティカ (Janet Atica)
声 - ねこ
誕生日 9月2日 / 年齢 17歳 / 血液型 A型 / 身長 164cm / 3サイズ B82・W57・H84
2nd。不良少女。かっこいい雰囲気から年下の同性からの人気が高いらしい。趣味嗜好も年頃の少女が好むような可愛いものよりは、格好いいものを好むようである。戦争で両親を亡くした戦災孤児であり、孤児院で育てられた。無愛想で、他人に対し乱暴な態度をとりがちだが、本当は寂しがりや。その性格が災いしてか、友人がいない。
シンシア・ラプティス (Cynthia Laptess)
声 - 井上佳子
誕生日 1月8日 / 年齢 16歳 / 血液型 ? / 身長 151cm / 3サイズ B88・W58・H86
1st。ハーフキャット族。ルーファスの幼馴染。猫耳・妹属性（年下・子供っぽい・純粋・小柄）。元々ルーファスに好意を抱いているため、初期好感度が非常に高い。また人懐っこい性格からか、非常に多くのキャラクターと仲が良い。
ソーニャ・エセルバート (Sonia Ethelbart)
声 - 渡辺理佳
誕生日 11月11日 / 年齢 18歳 / 血液型 O型 / 身長 162cm / 3サイズ B84・W60・H86
2nd。常に学年トップの秀才少女。正義感が強く、自分の信念を絶対に曲げない。問題児デイルを改心させるためにアカデミーに入るという、稀有な入部動機の持ち主。感情をあまり表に出さないが、言いたいことははっきりと言う。曲がったことや間違ったことが嫌いでギャグや冗談も人を馬鹿にする行為として受け取られやすい。勤家で、自分のためになることには努力を惜しまない。「怪音波」といわれるほど歌が下手らしい。説明書によると、全キャラクター中唯一、制服を全く改造しないで着ているキャラクターとのこと。
ミュリエル・レティーシャ (Muriel Letitia)
声 - 広瀬由佳理
誕生日 2月24日 / 年齢 17歳 / 血液型 A型 / 身長 156cm / 3サイズ B84・W56・H84
2nd。メガネと三つ編みの文学少女。生まれつき身体が弱く、家に篭もりがちだったために人と接するのが苦手。かつては別のアカデミーに所属していたが、メンバーといまいちうまくいかずやめてしまっている。自分が悪くなくてもつい謝ってしまう癖がある。典型的な「内気な文学少女」キャラクター。彼女とのエンディングでは、元々ルーファスにあこがれてウィザーズアカデミーに入ろうと思っていたことが明らかになる。初期好感度は彼の幼馴染のシンシアと並ぶほどに高い。メリッサと仲が良い。
ラシェル・ヴァンシア (Rachelle Vansia)
声 - 加藤純子
誕生日 6月12日 / 年齢 16歳 / 血液型 AB型 / 身長 155cm / 3サイズ B79・W56・H81
1st。ショートヘアで快活な性格の少女。一人称はボク。体を動かすことや、お祭などの賑やかなイベントが大好き。逆に細かい作業や静かな場所は苦手。有名な冒険家を両親に持ち、自身もそれを目指している。シンシア、システィナと仲が良い。
メリッサ・イスキア (Melissa Iscia)
声 - 小清水智子
誕生日 5月20日 / 年齢 16歳 / 血液型 O型 / 身長 156cm / 3サイズ B78・W57・H83
1st。怪しげな「魔法のステッキ」を持つ少女。「魔法が全て」という価値観を持つ魔法マニア。手に負えない魔法まで使いたがる。知識ばかりが先行しており、本人の魔力はそれほど高くない。ただし、魔法知識が抜群に高い。やや自己中心的で、ルーファスのスカウトを受けたときにすぐアカデミーマスター（部長）になろうとするなど、身の程知らずな行動をとることがある。内向的なミュリエルと相性が良い。
紅 蒼紫（くれない そうし）
声 - 浜口正勝
純和風の青年。女性ばかりの家庭で育ったためか、古風で礼儀正しく、温和な性格。武士と貴族を足して2で割ったような雰囲気を持つ。真面目な性格で、日々、剣の鍛錬を欠かさず行っている。エンディングを見る限りでは女性にモテているようだが、その割に特に仲の良いキャラクターがいない。
ジョルジュ・クレイグ (George Craig)
声 - 石黒博正
2nd。関西弁のような訛りのある青年。飄々としてとぼけた性格をしており、特に物事に頓着しない主義。専門は魔法ではなく剣技だが、魔法剣習得のために魔法を学ぶ必要があり、アカデミーに入部する。武器の収集と愛犬の散歩が趣味。愛犬をいじめる者には敵意をむき出しにする。男性キャラクターのなかではもっとも人付き合いが良く、多くのキャラクターと相性が良い。
セシル・ライト (Cesil Lite)
声 - ちび
1st。エルフ族。女性ということを隠して男性として振舞っている。身体のラインを隠すためにややだぼっとした服装をしていることが多い。個性的な他のメンバーに比べると、比較的常識人でルーファスに近い性格。自分の意見をはっきり言えず、他人に振り回されることが多いが、本人はあまり気にしていないらしい。実はルーファスを慕ってこの学園にやって来ており、シンシア、ミュリエルと並んで初期好感度が高い。
チェスター・ボーヴェン (Chester Boven)
声 - 奈月
1st。炎の民出身の青年。次期族長である兄を尊敬しており、その兄を越えることを目標としている。人付き合いが苦手で、ついそっけない態度を取ってしまう。ぶっきらぼうではあるが決して内向的や人見知りなわけではなく、普通に人との関わり方がよく分からないだけである。そのためゲームが進むと、ルーファスに対して気さくに話しかけられるようになっている。シンシアと仲が良い。
レジー・パッカード (Rejie Packard)
声 - 生田亨
3rd。常に精神的に優位に立とうと、他人を小馬鹿にしたり見下した態度をとることが多い。言葉遣いもどこかシニカルで斜に構えた雰囲気を漂わせている。女とギャンブルが大好きで、それが原因で親からは勘当されている。
マックス・マクスウェル (Maxx axwell)
声 - 青柳泰
2nd。人狼族の青年。犬と言われると怒る。格闘技に夢中で、強くなることに純粋な喜びを感じ日々身体を鍛えていた。そのため元々魔法に関しては素人で自ら「ネック」と認めてしまうほど苦手であったが、その弱点を克服しさらに強くなるため、アカデミーに入部する。何事にも全力投球の真っ直ぐな性格で、嘘がつけない。熱血一直線で超単純。
デイル・マース (Dail Marth)
声 - OMATURITAKAO
ウィザーズアカデミーの先代マスター。天才と呼ばれる一方で素行の面では問題がとてつもなく多く、彼の悪行三昧によってウィザーズアカデミーは廃部の危機に瀕することになる。
いたずら好きで傍若無人な性格。常に他人（ゲーム中ではルーファスやアカデミーメンバー）に多大な迷惑を掛け続けているが、本人に罪悪感という感情は皆無。卒業してからも度々ウィザーズアカデミーに出入りし、事あるごとにルーファスを強引に連れ回すなどの妨害を仕掛けてくる。
ラミカ・トラペシスタ
誕生日 9月2日 / 年齢 17歳 / 血液型 ? / 身長 163cm / 3サイズ B79・W56・H77
2nd。イベントに出現する病弱な少女。ある秘密を持っており、「病弱」であることもその秘密と関係している。隠れヒロインの一人で、条件を満たすことでエンディングに到達できる。
エリザ・マーガレット
誕生日 10月21日 / 年齢 17歳 / 血液型 A型 / 身長 153cm / 3サイズ B81・W58・H83
2nd。S&Wの生徒会長を務めている。いかにも堅物会長と言わんばかりの大きな瓶底眼鏡をかけていて素顔は見えない。登場の度にルーファスへきつい態度をとって行く。ラミカ同様、隠れヒロインの一人。
弥次郎
マスコットキャラクター。カーソルとしてゲーム中にたびたび登場。
育成画面においてカーソルを動かさずにほうっておくと巨大化する。

### 主題歌
オープニングテーマ「きっとかなえられる未来へ」
歌・作詞 - 井上佳子 / 作曲・編曲 - 成富聡一
エンディングテーマ「ずっと…。」
歌・作詞 - 井上佳子 / 作曲・編曲 - 黒石正博

## ウィザーズハーモニー2
シリーズ第二弾。1997年10月16日にPlayStation版で先行発売され、続いて12月25日にセガサターン版が発売、その後Windows版が発売される。Windows版の発売名義は広美（KOBI、こうび）。声優陣は一流の声優や劇団員を起用。キャラクターデザインを内山まゆみへ変更。OP曲がPlayStation版とそれ以降に発売されたもので異なる（以下、制作スタッフの項目を参照）。
- 2008年5月28日にはPlayStation Storeで、ゲームアーカイブスとしてダウンロード販売も開始された。レイティングはCERO：B（12才以上対象）。
  - ハードディスクまたはメモリースティックデュオの必要空き容量180MB以上

### あらすじ他 (2)
前作『ウィザーズハーモニー』から5年後の冒険者養成学校「スキル・アンド・ウィズダム」 (SKIL&WIZDOM) が舞台。「ウィザーズアカデミー」のアカデミーマスター、シオン＝シェルナーグの召喚魔法の実験の失敗が原因で、他の部員全員が退部。アカデミー顧問・シリウス教官の悪行に業を煮やしていた学園生徒会はこれを理由に廃部にしようとするが、シリウス教官の猛反対に遭い、新学期開始から一週間以内に5人以上の部員を集めて、年3回の魔法検定試験に一定以上の成績で合格することを存続の条件にした。

### ゲームシステム (2)
基本的なシステムは前作とあまり変わらない。まず主人公シオンは春休みの間に5人の新入部員をスカウトしなければならない（勧誘パート）。シオンは集めたメンバーとともにウィザーズアカデミーの再出発を図ることとなる。
しかし、アカデミーを勝手に敵視している生徒会長・カインからは、年3回行われる魔法試験（各々の火・水・風・土の4つの魔法能力を審査し、ランク付けしていく試験）をアカデミーメンバー全員が受験し、それで一定以上の成績を収めなければ即廃部という条件を突きつけられる。カインの企みを阻止し部を存続させるため、シオンはメンバーたちと魔法能力の研鑽の日々を送ることになる（育成パート）。
そして、そのなかで突然事件に巻き込まれることもあり、その際は自らの魔法能力を生かして事件解決を図ることとなる（イベントパート）。
勧誘パート
ゲームを開始して、まず最初にあるパート。シオンは本格的に学校が始まる5日の間に5人をスカウトしなければならない。まだ生徒たちの姿をちらほら見かける学校内を移動し、移動先でキャラクターに会えれば勧誘が始まる。そのキャラクターとのやり取りの後に3択になり、それで正解の答えをすればそのキャラクターが入部する。1日に行動できるのは午前と午後の2回で、さらにそれが最高5日続くので、合計で10回の勧誘チャンスがあることになる。もし勧誘に失敗しても、そのキャラクターにまた会うことができれば、再び勧誘することができる（ただし一発で勧誘できた時よりも主人公に対する好感度は低くなる）。5人集められなかったとしても、シリウス教官が勧誘してキャラクターがちゃんと集まっているのでいきなりゲームオーバーになることはない。ただ、集められたキャラクターは完全にランダムなので全然好みではないキャラクターばかりになってしまうことも往々にあり、自力で勧誘できた時よりもプレイヤー（シオン）に対する好感度はさらに低くなっている。このシステムは好みのキャラクターを入部させるのが難しい（まずほぼノーヒントでそのキャラクターに会わなければならず、またさらに正解率33パーセントの3択を迫られる）。次回作（『ウィザーズハーモニーR』）では廃止されている。
育成パート
月曜日に1週間分の、全員の勉強プランを決定。それを実行するとオートで各キャラクターが勉強を始める。週終わりの反省会の各キャラクターのコメントで、その週の勉強の進み具合がある程度把握できる。基本的に体力・自信（自分自身との相性。一人で勉強した時に影響する）が高いキャラクターほど学習効率が良く、体調値が減ってきたら休養させないと効率は悪化する。また、いくら休養しても体調値は体力以上にはならない。
仲の良いキャラクター同士をくっつけると効率は上がり、仲の悪い者同士だと効率は悪くなる（ただし、シオンを一緒に学習させると彼が仲を取り持つため、効率悪化は解消される）。今作では（仲間意識の芽生えか）時間の経過とともにキャラクター同士の相性が良くなってくるため、終盤では非常に効率が良くなり、育成が楽になる。
イベントパート
毎日を送っているなかで、学内&学外で事件が発生し、その解決にアカデミーメンバーが動くというパート。大きく分けて突然起こる突発イベントと、シリウスから話を聞くことで起こすことのできる自発イベントがある。双方ともアドベンチャー方式でゲームの進め方に大きな違いはないが、自発イベントは一緒に行動するキャラクターを自分で選べる（突発ではそのときにシオンと最も仲のいいキャラクターが自動的に選ばれる）ことと、イベントの成否が新聞に載る（失敗した際はかなり厳しい記事となるが、ゲームの進行には影響しない）ことが大きな特徴である。
また、休日に街を散策してプライベートでのメンバーとの会話を楽しむ季節イベントもある。各キャラクターに季節毎に1回、計4回用意されている。休日での会話なので比較的ほのぼのとした雰囲気のものが多い。

### 登場キャラクター (2)

#### エンディングへの流れとアカデミー
最終的なシオンへの好感度によって、シオンとくっつく（同性は冒険仲間、異性は恋人）キャラクターが決定。くっつかなかったメンバーも、それぞれのその後がエンディングで描かれる。3rdのキャラクターは卒業後の進路が、1st、2ndのキャラクターはアカデミーに残留・サボり・次期マスターの3パターンがエンディングで描かれている。いずれもキャラクターの最終的な魔法能力ランクで分岐する。次期マスターは、シオンとくっついたキャラクターを除いて魔法能力ランクの総合値が一番高い者が選ばれる。さらに、1stのキャラクターがマスターになるには、アカデミー内に2ndキャラクターがいないことが条件。

##### 主人公・育成対象キャラクター
シオン・シェルナーグ
学年：3rd / 性別：男 / 種族：人間
本作の主人公。ウィザーズアカデミーのマスターを務める、現在唯一のメンバー。明るく快活で、誰とでも仲良くなれる性格の持ち主。「レベル5」以上の魔力の持ち主は特待生クラスとされている（ティーファとの勧誘イベント）なかで、ゲーム開始時には既に全属性がレベル6になっている。大変優秀だが試験レベルも相応に高く、育成に余裕があるわけではない。
宮廷魔術師の道もあるが4属性全てのレベルを10以上にする必要があり、目指す場合はやや苦労する。
ティアナ・クロイツ
声 - 高瀬麻理子
学年：2nd / 性別：女 / 種族：人間
わがままで高飛車な性格をしている、困った性格の持ち主。いわゆる女王様気質。ただし自らの非を認めると素直に謝る潔さも持ち合わせている。
魔法能力は高く、自信家なので個人学習も効率が良い。面倒見がよく世話好きで、寂しがりな一面も持っている。不良系のキャラクターのことが好きなようだが、自身の問題ある性格ゆえ、彼らを含む全てのキャラクターからの印象は良くなく、他のキャラクターと組み合わせるならシオンの仲介は必至。趣味はウィンドウショッピング。
ミネア・キャンベル
声 - 藤田明子
学年：1st / 性別：女 / 種族：人間
関西弁もどきで喋る、魔法マニアな女の子。占いも得意。占い師の姉がいる。人懐っこくイタズラ好きでおしゃべり。前作のジョルジュに比べると、ややステレオタイプな関西人のキャラクターに近く、勢いのある性格。魔法が未熟だが知識は豊富なので育成に困らず、未熟な魔法能力を十分に補えるほどに高い。
ルフィミア・クリステンセン
声 - 磯脇やそよ
学年：2nd / 性別：女 / 種族：人間
本を友達にして育ってきたため人と話すことが苦手な、体の弱い女の子。密かに怪談が好き。魔法能力・魔法知識共に高いが、体力が低くすぐ体調を崩してしまいがちで、序盤は体力づくりに負われる。自信も低いので、一人で勉強させると上手く行かないことが多い。物静かな性格だがシオンには最初から好意を抱いており、初期好感度が高い。
バティア・フレアルージュ
声 - 岩本さなえ
学年：3rd / 性別：女 / 種族：ダークエルフ
盗賊の娘。さばさばした男言葉を使う、カッコイイ頼れる姉御。ぶっきらぼうな印象を与えてしまいがちだが、人の面倒見が良く、年下に慕われるタイプ。弱いものいじめが大嫌いなど筋を通す性格だが気が短い。お菓子作りが趣味という一面も。女性キャラクターのなかでは最も体力が高い。
ルミナ・ティンカーベル
声 - 池澤春菜
学年：2nd / 性別：女 / 種族：ハーフキャット
舌っ足らずな猫娘。臆病で人見知りが激しく、怖いものが大の苦手。逆に一度なついたらとことんなつく、猫のような性格。かわいい小物を集めるのが趣味。パッケージや発売前の販促用イラストでは、ティーファと並んで他のキャラクターよりも扱いが大きい。前作のシンシアとは違いシオンとは面識が無いので、女性キャラクターのなかで唯一、シオンに対する好感度がマイナスからスタートする。
ティーファ・クローゼン
声 - 氷上恭子
学年：1st / 性別：女 / 種族：有翼族
甘え上手な良いとこ取り。口が上手く、面倒なことは他人に押しつけて難を逃れる。流行に敏感なイマドキの女の子で、甘いものが大好き。勧誘時に魔法は苦手だと言っている割には、風魔法を中心に高く育てやすいキャラクター。魔法を教えてくれるというシオンの言葉から入部する。なお、その気になれば普通に空を飛べる。
飛鳥 瞳
声 - 広瀬由佳理
学年：2nd / 性別：女 / 種族：人間
純和風の箱入りお嬢様。のんびりでマイペースな性格で、ワンテンポずれた感覚の持ち主。
マリオス・シルフィース
声 - 阿部美穂子
学年：2nd / 性別：女 / 種族：地の民
一見物静かな優等生だが思いこみの激しい面もあり、時として突飛な行動をとることがある。魔法能力（特に地の魔法）は非常に高く、地の魔法は最初の時点で1回目の魔法試験の合格ラインを満たしており、他の属性も少し育成すれば容易に届いてしまう。対人的にもティアナ以外とは総じて相性が良い。彼女を加えて普通にプレイすると彼女がマスターになるケースが多い（逆に残留の方を見るのは大変苦労する）。弟のことをしばしば気にかけている。発売前の一部のゲーム雑誌には「アーストの姉」と表記されており攻略本にも2人が姉弟であることを匂わす表記があった。自己紹介ではマルオス・ディ・シルフィースと誤植している。
エルウィン・ガーサイド
声 - 猪爪直幸
学年：1st / 性別：男 / 種族：エルフ
不正や悪は許すことができない、正義感の塊のような人物。生真面目で努力家だが、意志が強すぎてやや融通が利かない面も。読書家。エルフであることから魔法能力が高いというイメージを抱かれやすいが、魔力は比較的平均的で、むしろ剣術の鍛錬を好んでいる。
キース・カーロック
声 - 針生芳光
学年：2nd / 性別：男 / 種族：人間
気さくで、誰とでも仲良くできる心の持ち主。考えるよりは行動という性格の持ち主。容姿・性格共に典型的な体育会系で、ややひ弱なシオンを頼りないと思っている一面も。ケンカ好きの武器好きで、プライベートではしばしば武器屋に足を運んでいる。基本的には親しみやすい行動派。
レイ・クラウス
声 - 堀井千春
学年：1st / 性別：男 / 種族：風の民
女の子のような可愛らしい容貌の少年。本人はそのことを大変気にしている。勧誘時には、男らしさを磨くために山岳部を希望していた。しかし、夏祭りの際のチャイナドレスの着用など、女装趣味を疑ってしまうほどの服装をしており、女性に間違われることの原因の少なからぬ部分は彼自身に起因していると思われる。素直だがやや消極的で引っ込み思案。その容姿からか全体的に女性陣の評価は高い。風の魔法が極端に高いが体力・自信ともに低く、学習難易度は高め。また、風以外の魔法能力が低い。
鏡 幽魔
声 - 原丈二
学年：3rd / 性別：男 / 種族：ハーフデビル
学園中に番長として恐れられている。1年留年しているので育成対象キャラクターのなかでは最年長。ノリがよく親しみやすい性格。魔法能力は低いが体力と自信は非常に高いので、実はかなり育成しやすいキャラクターである。薬の調合が趣味で、成績次第では薬剤師になる。病弱な妹を気にかけている妹思いな一面も。
ルークス＝ルナシオン
声 - 青柳秦
学年：2nd / 性別：男 / 種族：人間
神様を信じる信心深い少年。レイほどではないが彼も小柄で可愛らしい顔立ち。少々型破りな一面はあるが、基本的には真面目。エルウィンと相性が良い。
ガイル＝ライフーガ
声 - 安藤計
学年：3rd / 性別：男 / 種族：ライカンスロープ
狼のような容貌の種族の青年。実家は道場で、ござる口調を話す忍者。気がよくお人よしで、比較的シオンと似た性格。料理と裁縫が趣味であり、レシピを教えて欲しくて飲食店に通いつめるほど。男性キャラクターでありながら非常にシオンへの初期好感度が高い。
アースト＝バルティース
声 - 子安武人
学年：2nd / 性別：男 / 種族：地の民
孤独を好む少年。少し前まで厳しい学校に在籍していたが、S&Wに転校してきた。無口で無愛想、周りの人とあまり接しようとはしない。魔法能力はかなり高く、前述のティアナ、マリオスに並ぶ実力の持ち主。また、同じ地の民だからか彼女との相性は非常に良い。チェスとハープが趣味。
モスモス
声 - ?
学年：1st
隠しキャラクター。勧誘パートで「全日程を通して勧誘する生徒が重複せず、かつ全て失敗する（勧誘に成功した生徒が0人）」という条件を満たすと登場し、加入する。シリウスが連れてきたらしい。どう見てもイモ虫だが一応学園の生徒らしい。その見た目とは裏腹に、魔法能力は地と風が勉強不要なほどに高い上に体力も非常に高い。

##### 上記以外の主要キャラクター
シリウス・シュライザー
声 - 石田彰
性別：男 / 種族：ハーフデビル
破壊の美学を持つ、ウィザーズアカデミーの顧問。傍若無人でシオンをからかうのが趣味。真面目、誠実とは程遠いキャラクターだが、どこか憎めない性格。身の丈ほどもある長剣を携えており（オーダーメイドらしい）、イベントの際にも特に魔法を使っているような場面がないだめ、シリウス本人は魔法よりは剣術を得意としている。キースとは武器の話で盛り上がることもある。
カイン・レイナード
声 - OMATURIたかお
学年：3rd
学園の生徒会長。かなりの上流階級の出身らしい。学園の秩序を乱している（と彼が思っている）ウィザーズアカデミーとシオンを目の仇にしている。ただその割には、事あるごとにウィザーズアカデミーの部室を訪れており、心底彼らを嫌っているというわけではない。
鏡魔夜
声 - 岩男潤子
性別：女
セガサターン版のみ登場。

#### サブキャラクター（前作からのゲストキャラクター）
デイル・マース
セガサターン版にEDにて登場。休日イベントにも登場する。
ミュリエル・レティーシャ
休日にとある場所で見ることができ、その他にも突発イベントにも登場する。現在は本をレストアする仕事をしているらしい。
ルーファス・クローウン
セガサターン版EDにて登場。

### 主題歌 (2)
オープニングテーマ
「DESTINY」（PS版）
歌 - 池澤春菜 / 作詞 - 坂田和子 / 作曲・編曲 - ウラサキマサハル
「あなたが愛になる」（SS版）
歌 - 岩男潤子 / 作詞 - 坂田和子 / 作曲・編曲 - 成富聡一

エンディングテーマ「優しさをいつだって」（PS版&SS版）
歌 - 岩本さなえ / 作詞 - 坂田和子 / 作曲・編曲 - ウラサキマハル

## ウィザーズハーモニーR
シリーズ第三弾。1998年11月28日PlayStation版で発売。キャラクターデザインは前作から引き継ぎ内山まゆみ。

シリーズは、1作目を準えた形の2作目に主立った変化はないが、3作目にてよりプレイヤーの遊びやすさを追求した形へ変化している。

プレイヤーが世界観への干渉という点では従来より柔和なものになっている。
タイトルは、開発中期頃に「Wizard's Harmony -another story-（仮）」とされており、『電撃PlayStation』誌上で夢と幻想にちなんだメインタイトルの一般公募がなされた。前作同様、声優陣に前作出演者や有名所も起用している。
後に廉価版が三作同時に（株）サクセスより発売されている（一作目のみ復刻版）。
- SuperLite1500シリーズ ウィザーズハーモニーR（発売日2002年12月12日）

- 2008年7月09日にはPlayStation Storeで、ゲームアーカイブスとしてダウンロード販売も開始された。レイティングはCERO：A（全年齢対象）。
  - ハードディスクまたはメモリースティックデュオの必要空き容量255MB以上
  - （シリーズほぼ3ヶ月連続配信となった）

### あらすじ他 (R)
科学と魔法が当たり前のことのように共存する世界。冒険者育成学校で寮生活を送る青年、主人公ナッツ。自分の夢を叶えるために通った学校も残すところ1年間。いろいろな夢を持つ友人たちと力を通わせて、自身の夢を切り開いていきましょう。

### ゲームシステム (R)
本作では従来の仲間勧誘（一週間以内に集める）システムが廃止されている。主人公の学校生活に置いて(またはそれ以前に）、すでに友人グループができあがっている中から誘っていける。
これは前作までのアカデミーは廃部寸前（仲間がゼロ）であったが、今作は主人公がゲーム開始時点にグループとして安定化させていると捉えるとわかりやすい（ただしアカデミーの活動という設定ではない）。
この変更のためプレイヤーは8人の友人の中から誘いたい週に任意に組み合わせることが可能となっている。
勧誘パート
廃止。
育成パート
今作では任意に同時に育成する人数が3人となっている。インターフェースも一新されており、主人公と8人のスケジュールや主人公と選んだ3人の相関図（相関図は友人の能力値表示に部分切り替えが可能）をメインに設置されるようになった。
これにより一覧として見やすくなったが、続いて主人公たちの行動選択に移るため、「友人選択、週間行動選択」と二段構えになっている。
変更点は従来の詳細な魔法ステータスなどが一括して魔法スキルとされているなど、呼称が変更されている。
イベントパート

### 登場キャラクター (R)

#### 主要キャラクター
ナッツ＝ティアンズ
人間：男：18歳
本作の主人公。誰からも接しやすい性格で、自然と仲間たちのリーダーのような存在になっている。個性が強い面々に囲まれているため、本人は自分には個性が薄いのではないか、と気にしている一面も。
ティム＝エレイン
声 - 梶原聡
人間：男：17歳
論理的・合理的主義者で、少々頭が固い。感情的な人間が苦手なため、リュークと衝突することも。不思議な装置の発明が得意で、その実験台に仲間を使うこともしばしば。実は甘いものが大好きだが、本人はひた隠しにしている。
青桐 鳶（あおぎり えん）
声 - 安藤計
人間：男：19歳
優しく温厚で、年齢よりも落ち着いて見える青年。動物と自然が好きで、その厳しさに堪えうる強さと知識も併せ持つ。ピー太郎という小鳥がパートナー。
ニール＝フォートニー
声 - 笹野直樹
人間：男：20歳
最年長であり、唯一飲酒可能な年齢のメインキャラクターだが、背が低く童顔のため威厳は全く無い。笑って見えるような糸目で、いつも服の袖を余らせている。おばさん方にだけはモテており、よく物を貰っているがめつい面も。ゴシップ好きで自称情報通だが、がせネタや勘違いばかり。ルポライターのライラを先輩と慕う。語尾は「なのだ」。
リューク＝セルヴァー
声 - 原丈二
クォーターキャット：男：17歳
豹のような模様の尻尾と大きな猫の耳、褐色の肌を持つ。運動能力・反射神経に優れているが、難しいことが苦手で考える前に行動してしまう。そのためティムとは犬猿の仲だが、互いにその実力を認め合ってはいる。英雄になるのが夢。
リサ＝ユフィール
声 - 桃井はるこ
エルフ：女：16歳
関西弁を使うエルフ。孤児院出身でお金にがめつく、儲けのためには手段を選ばないが、人情に篤く結局損をすることも。いつか自分の店を持つことが夢。
ミレナ＝レン＝ウェーバー
声 - 岩男潤子
人間：女：17歳
外界に憧れを持つ世間知らずの箱入りお嬢様で、ゆったりとした口調で話す。変な着ぐるみやマンドラゴラのぬいぐるみを愛好するなど、少々変わった趣味。セバスチャンという剛健な執事と一緒に居ることが多い。「ほえ？」が口癖。
ミュン＝フォレスト
声 - 川澄綾子
人間：女：18歳
内向的だが真面目で数少ない常識人。花屋で働いている。
アンリ＝ルージュ
声 - 水野愛日
人間：女：14歳
歌手を目指す少女。ミーハーで噂好き。

#### サブキャラクター
ライラ＝カルネット
声 - 高瀬麻里子
人間：女
ルポライターで、ナッツの先輩。何かとナッツをこき使う。
ラディ＝セレナ
声 - 豊口めぐみ
人間：女
堅物の生徒会長。
マリー＝フレア
声 - 磯脇やそよ
人間：女
ナッツたちの後輩。ティムの追っかけをしている前向きな少女。
フィル＝ブラウン
声 - 駒津美幸
人間：男
リュークを師匠と慕う少年。女顔なのを気にしている。
秋草 白羽（あきくさ しらは）
声 - 中條優美
有翼族：女
有翼族の少女。鳶を兄のように慕っている。
シーリア＝セナス
声 - 藤田明子
人間：女
ミレナを何かとライバル視しているお嬢様。変わった本を読む趣味がある。
ティース＝ウェイアー
声 - 菅谷哲司
ダークエルフ：男
アンリの幼馴染であり、悪友。
セバスチャン
声 - OMATURITAKAO
性別：男
ウェーバー家の執事。過保護ともとれるほどミレナの行動を制限するよう主（ミレナのお父さん）に言いつけられている。いつもミレナのお供をしていて、ミレナの事を心配している。すごく強い。
ぴー太郎
声 - 桃井はるこ
鳶とは大の仲良しで、一緒に暮らしている。（鳶のペット）人や動物の言葉がわかるよう。たまに鳶に内緒で出かけて、鳶を困らせる。ミュンにとても気に入られている。

### 主題歌 (R)
オープニングテーマ「奇跡」
歌 - 岩男潤子 / 作詞 - 鈴木貴子 / 作曲・編曲 - 河内日出夫
エンディングテーマ「Again」
歌 - 水野愛日 / 作詞 - 鈴木貴子 / 作曲・編曲 - 河内日出夫

## ウィザーズハーモニー復刻版
第1作が1999年2月25日にPlayStationで「ウィザーズハーモニー復刻版」としてリメイクされる。元々4900円（税抜）と低価格での発売だったが、復刻版は2800円（税抜）となっている。
復刻にあたり追加要素として、ミニゲームや追加イベントなどが加えられた。
旧『ウィザーズハーモニー』のセーブデータを使用することも可能（復刻版ではメモリーカードの必要ブロック数が変更になっている）。
復刻版はPS用ソフトウェアとして3度発売されている。
- アークシステムソフトウェア版（発売日1999年02月25日）
  - PlayStation 3（システムソフトウェアVer2.36現在）では動作しない（PSロゴの後ブラックアウト状態が続く）。
- シスコンエンタテインメント版
  - なつコレシリーズ Vol.4 ウィザーズハーモニー復刻版 （発売日2002年8月8日）
- サクセス版
  - SuperLite 1500シリーズ ウィザーズハーモニー 復刻版（発売日2002年12月12日）

あらすじなどは『ウィザーズハーモニー』参照。

### 主題歌（復刻版）
オープニングテーマ「KEEP ON FLYING」
歌 - Quny / 作詞 - TOSHIYO,KeisukeKikuchi / 作曲 - KeisukeKikuchi
エンディングテーマ「明日が見えなくても…」
歌・作詞 - 藤田亜津子 / 作曲 - 河内日出夫

## サントラCD
『1』と『2』は1セットタイトルとして発売、『R』は単独で発売されている。

## プレゼント
CD
『ウィザーズハーモニー2』の製品に同梱されているアンケートを返送した全員に送られた特典。
2の曲の一部と、ゲーム内CGの一部に加え「先輩の言葉」が収められている。
腕時計
『ウィザーズハーモニー2』の製品に同梱されているアンケートを返送した全員に送られた特典。